# De dokter (Star Trek)
De Dokter (Engels: The Doctor) is een holografisch personage uit de sciencefictionserie Star Trek: Voyager. Hij is ook een personage in de film Star Trek: First Contact. De rol wordt gespeeld door de acteur Robert Picardo.
De dokter wordt geactiveerd in 2371, wanneer de Voyager door de Caretaker helemaal naar de andere kant van de Melkweg wordt geteleporteerd. Tijdens het transport komen alle medische officieren aan boord om het leven, en moet het Emergency Medical Hologram (medisch noodhologram, EMH) als permanente medische officier worden gebruikt. Als gevolg daarvan worstelt hij uiteindelijk met zichzelf, omdat hij graag als een volwaardig lid van de bemanning wil worden gezien en geeft daarmee te kennen dat hij zijn programmering is beginnen te ontstijgen.
De dokter is een Emergency Medical Hologram Type I. Een EMH is ontworpen als hulp voor de aanwezige medische staf aan boord van een sterrenschip, en kan zelfs als vervanger optreden wanneer een medische staf niet beschikbaar is. Een EMH kan in noodgevallen geactiveerd worden voor maximaal 1500 uur. Het EMH-programma werd uitgebreid om de dokter langer dan 1500 uur te kunnen uitvoeren. Zijn programma bevat kennis van 3000 culturen en 47 dokters.
Een hologram in Star Trek is opgebouwd uit fotonen en krachtvelden, en in het geval van de dokter samen met 50 miljoen gigaquads aan informatie (zie Voyager-aflevering Lifesigns), ingeplant in een matrix. Een hologram kan alleen in ruimtes ontstaan als er holoprojectors aanwezig zijn. Hierdoor kon de dokter in het begin alleen aanwezig zijn in de ziekenboeg en het holodeck. Later kreeg hij een uit de toekomst verkregen mobiele projector, zodat hij kon gaan en staan waar hij wilde.
Omdat dit programma is ontwikkeld voor noodgevallen, heeft het geen goede sociale vaardigheden. Dit is simpelweg voor korte duur niet noodzakelijk. De dokter heeft ook geen naam; iedereen noemt hem simpelweg "de dokter".

## Dr. Lewis Zimmerman
De EMH Type 1 is ontworpen door Dr. Lewis Zimmerman. Hij had zo veel vertrouwen in zijn werk, dat hij Type 1 volledig naar zijn uiterlijke evenbeeld heeft ontworpen, een keuze waar hij later veel spijt van krijgt. Het bleek dat Type 1 niet goed functioneerde. De afgevoerde EMH werden hergebruikt om gevaarlijk en smerig werk uit te voeren zoals het schoonmaken van Plasma-relais. Het idee dat vele type 1-hologrammen met zíjn gezicht dit werk doen, vindt hij vreselijk.

## Persoonlijke ontwikkeling
Hoewel de dokter in het begin erg grof en bot is, ontwikkelt hij gaandeweg goede sociale vaardigheden. Hij ontplooit zich en zijn persoonlijkheid groeit. Aan het einde van de Voyager-serie heeft hij een vrijwel geheel menselijke persoonlijkheid. De dokter leert wat het is om een familie te hebben, schrijft een eigen boek, brengt een vaccin uit tegen de Phage, leert zichzelf zingen en wordt zelfs een mentor voor Kes, de jonge Ocampa die hem als verpleegster helpt. Later vervult hij diezelfde rol voor Seven of Nine, de Borg. Om zich verder te ontwikkelen en om de mensen te begrijpen experimenteerde hij met verschillende programma's. Zo had hij een holografisch gezin en programmeerde hij een griep voor zichzelf zodat hij kon voelen wat het is om ziek te zijn.
Deze ontwikkeling begon door Kes, een leerling-verpleegster die samenwerkt met de dokter. Ze behandelt de dokter vanaf het begin als een mens in plaats van een machine. Ze stimuleert hem om zich te ontwikkelen.
Het eerste recht wat hij krijgt, op initiatief van kapitein Janeway, is de mogelijkheid om zichzelf uit te kunnen schakelen. Een van de grootste rechten krijgt hij als kapitein Janeway hem tijdelijk de verantwoordelijkheid van de USS Voyager overdraagt. Nog nooit eerder had een hologram zo'n hoge status bereikt.
Een grote stap voorwaarts die de dokter maakt in zijn groei tot volwaardig individu is het verwerven van een mobiele holografische zender, waarmee hij buiten zijn met holografische zenders uitgeruste ruimte kan treden en zelfs op missies buiten de Voyager ingezet kan worden.
Waar hij erg mee worstelt is een eigen naam. Door de serie heen verandert hij vaak van voorkeur, waarbij onder andere zijn grote voorbeelden Albert Schweitzer en Vincent van Gogh de revue passeren. Jaren later besluit de dokter zichzelf Joe te noemen.

## AndereEmergency Medical Holograms
In de Voyager-aflevering Message in a Bottle komt ook een tweede EMH voor, het EMH Mark II, gespeeld door komiek Andy Dick. EMH Mark II is de nooddokter aan boord van het Starfleet-schip Prometheus.
In de aflevering life Line verklaart Dr. Zimmerman dat hij ook een Mark III en Mark IV van de EMH ontwikkeld heeft.